# أرانديلا ديل أرويو
بلدية أرانديلا ديل أرويو (بالإسبانية: Arandilla del Arroyo)، هي إحدى بلديات مقاطعة قونكة إحدى مقاطعات إسبانيا، والتي تقع في منطقة قشتالة لا منتشا وسط البلاد، والمائلة لجهة الشرق من إسبانيا.
يبلغ عدد سكانها 31 نسمة وفقاً لإحصائية سنة (2007).